# Te Motu-o-Kura / Bare Island
Te Motu-o-Kura / Bare Island ist eine Insel in der Region Hawke’s Bay im Osten der Nordinsel von Neuseeland. 

## Geographie
Te Motu-o-Kura / Bare Island befindet sich rund 21 km südöstlich von Havelock North, rund 3,2 km südöstlich des kleinen Ortes Waimarama und 1,7 km vor der Küste der Region Hawke’s Bay im Pazifischen Ozean. Die längliche, in einer Nordnordost-Südsüdwest-Richtung ausgerichtete Insel besitzt eine Fläche von rund 12 Hektar und erstreckt sich über eine Länge von rund 740 m. An der breitesten Stelle misst die Insel rund 33 0m in Westnordwest-Ostsüdost-Richtung. Die höchste Erhebung befindet sich im nördlicheren Teil und kommt auf 106 m.
Die Schreibweise und Benennung der Insel variiert je nach Quelle. Bare Island, Motuokura Island oder Bare Island (Motu o Kura), kann in der Literatur und auf Karten gefunden werden. Die Umbenennung in Te Motu-o-Kura / Bare Island erfolgte mit der Bekanntmachung im August 2018.